# Nobody's Money

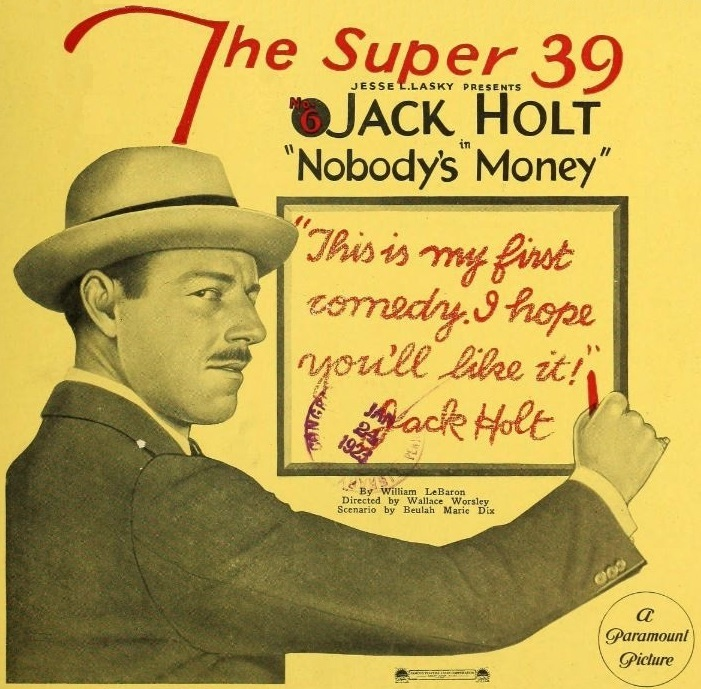
Annonce pour le film dans Exhibitor's Trade Review.

Nobody's Money est un film américain réalisé par Wallace Worsley, sorti en 1923.

## Synopsis
Deux jeunes écrivains Carl Russell et Frank Carey rencontrent le succès avec un roman intitulé « The Breathless Bridal  », signé du pseudonyme « Douglas Roberts ». Mais une erreur dans leur déclaration de revenus et un article diffamatoire contre le gouverneur Kendall poussent la justice à rechercher l'auteur présumé. Dans cette situation délicate, ils rencontrent l'agent littéraire John Webster. Il accepte de se faire passer pour Roberts, et emmène son ami Eddie Maloney, cambrioleur de coffres-forts, comme secrétaire. John rencontre Grace, la fille du gouverneur, dont il tombe amoureux, rétracte l'article diffamatoire, est invité au domicile du gouverneur, et gère sa campagne de réélection.

## Fiche technique
- Réalisation : Wallace Worsley
- Scénario : Beulah Marie Dix
- Producteur:  Jesse L. Lasky

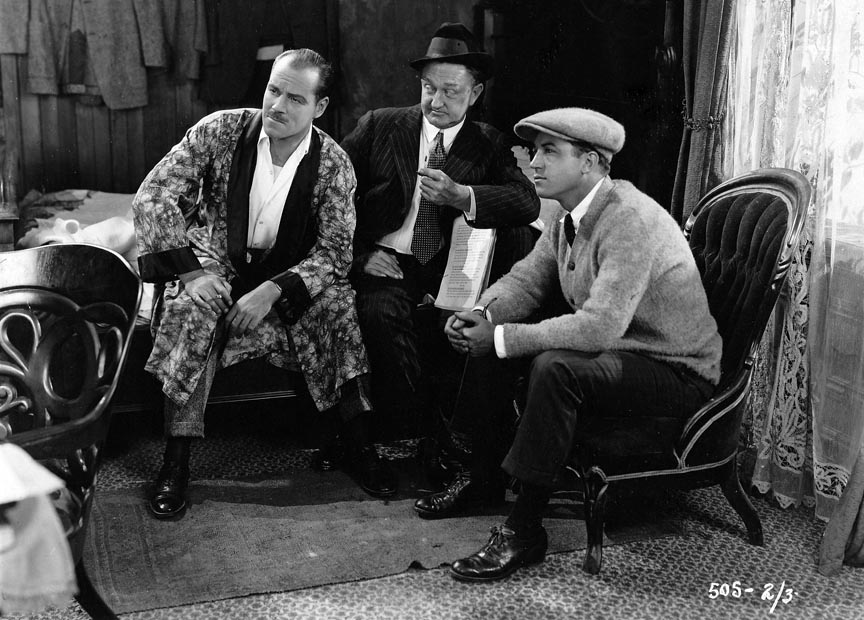
Holt, le réalisateur Wallace Worsley et le directeur de la photographie Charles Edgar Schoenbaum.

- Photographie : Charles Edgar Schoenbaum
- Genre : Comédie
- Production : Famous Players–Lasky Corporation
- Distributeur : Paramount Pictures
- Durée : 60 minutes
- Date de sortie : 28 janvier 1923

## Distribution

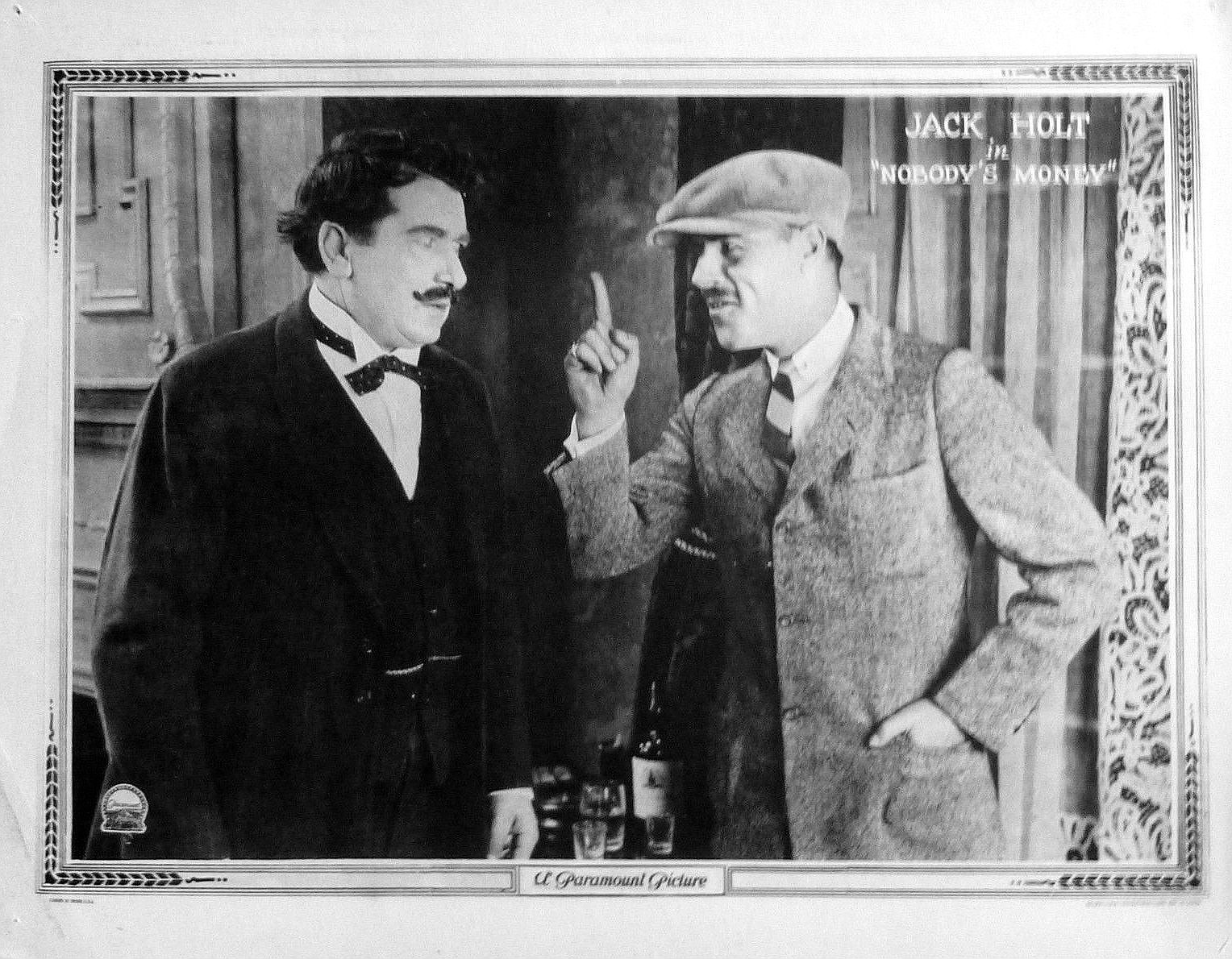
Will Walling et Jack Holt.

- Jack Holt : John Webster
- Wanda Hawley : Grace Kendall
- Harry Depp : Eddie Maloney
- Robert Schable : Carl Russell
- Walter McGrail : Frank Carey
- Josephine Crowell : Mrs. Judson
- Julia Faye : Annette
- Charles Clary : Gov. Kendall
- Will Walling : Briscoe
- Clarence Burton : Kelly
- Aileen Manning : Prue Kimball
- James Neill : Miller